# 高蔵寺 (角田市)
高蔵寺（こうぞうじ）は、宮城県角田市にある真言宗智山派の寺である。

## 概要
819年（弘仁10年）に徳一が開創したとされる。1177年（治承元年）に聖円が堂宇を修営したが、阿弥陀堂は飛騨工の手よるもので鎖釘を全く使用していないという。その中に丈六の阿弥陀如来坐像が安置され、その左右には小仏像がまつられていた13の跡がある。上梁文には、造替修理について治承3年に藤原秀衡が、建武2年に北畠顕家がそれぞれ修営したことが記されている。
阿弥陀堂と阿弥陀如来坐像は国の重要文化財に指定されている。阿弥陀堂は県内最古の寺社建築とされ、また東北地方に現存する平安時代の建築は、岩手県平泉町の中尊寺金色堂と福島県いわき市の白水阿弥陀堂、および当堂の3ヶ所のみである。

## 文化財
重要文化財
- 高蔵寺阿弥陀堂 - 1177年（治承1年）建立 宮城県最古の木造建築

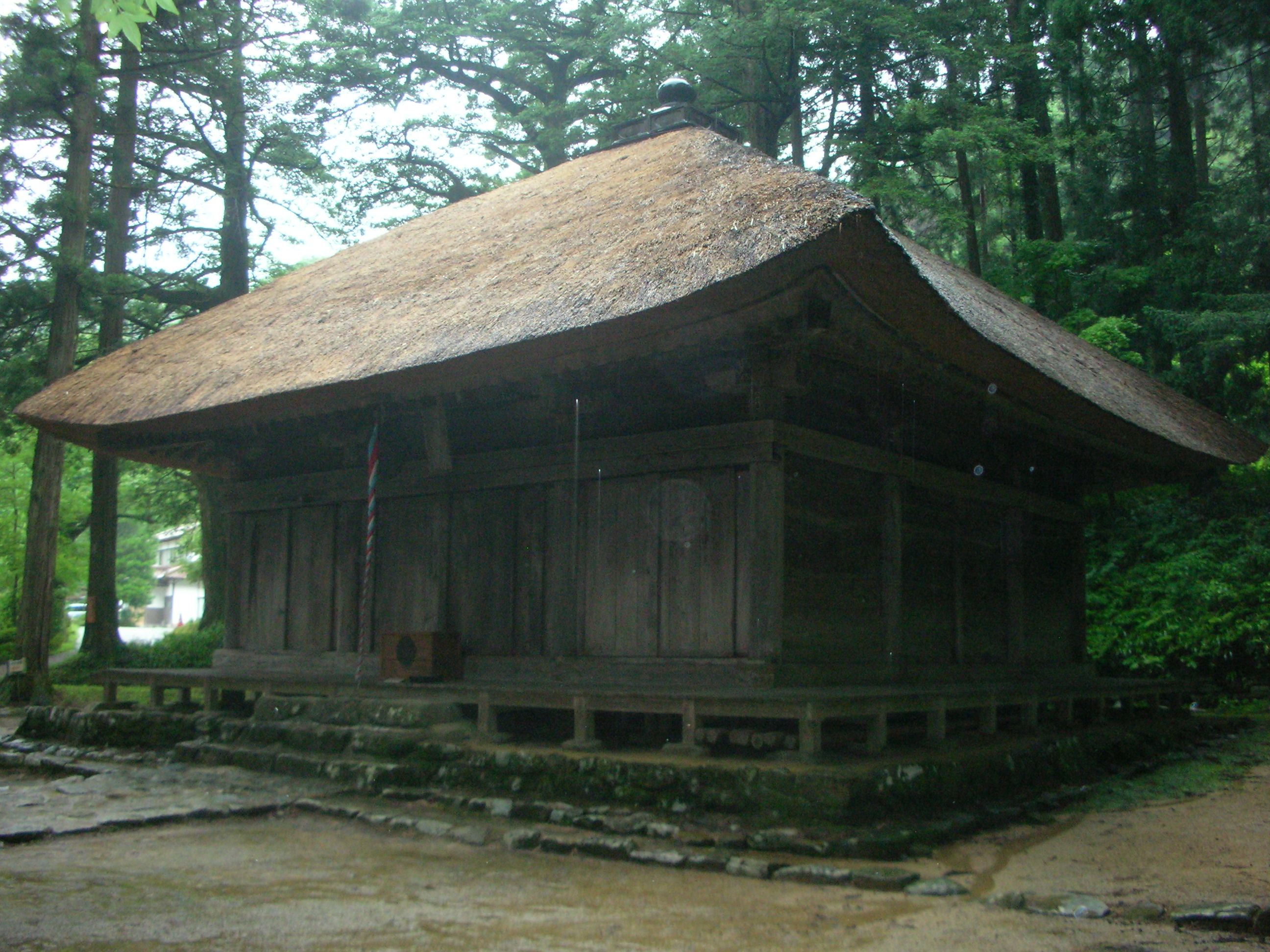
小雨の中の高蔵寺阿弥陀堂

  - 附棟札2枚
- 木造阿弥陀如来坐像

宮城県指定有形文化財
- 木造薬師如来坐像